# Hans-Caspar von Schönermark
Hans-Caspar von Schönermark (* 7. Dezember 1899 in Linderode; † nach 1947) war ein deutscher Marineoffizier der Kriegsmarine, zuletzt Kapitän zur See, und u. a. während des Zweiten Weltkriegs Führer der Minenschiffe.

## Leben
Hans-Caspar von Schönermark trat im April 1917 in die Kaiserliche Marine ein. Bis Dezember 1917 war er zur Ausbildung an der Marineschule und auf dem Schulschiff Freya. Als Seekadett kam er auf die Friedrich der Große und wurde hier zum 23. Mai 1918 zum Fähnrich zur See ernannt. Für eine kurze Zeit von September 1918 bis Kriegsende war er zu Ausbildungskursen kommandiert.
Nach dem Krieg wurde er in die Reichsmarine übernommen und hier am 10. Januar 1921 Leutnant zur See. Am 1. April 1925 wurde er zum Oberleutnant zur See befördert. 1930/31 war er als Kapitänleutnant (Beförderung am 1. Oktober 1931) Kommandant der Nautilus, einem Versuchsboot des Versuchsverbands des Sperrversuchskommandos (Kiel).
Am 1. Oktober 1936 zum Korvettenkapitän befördert, war er im gleichen Jahr Kommandant des Unterseebootbegleitschiffs Saar. Von Oktober 1938 bis April 1940 war er Kommandant der 11. Schiffstammabteilung.
Von der Aufstellung des Führers der Minenschiffe im August 1940 an war er als Fregattenkapitän Kommandant der zum Minenschiff umgebauten ehemaligen Passagier- und Autofähre Tannenberg. Für das Unternehmen Seelöwe wurden alle Minenschiffe in den Nordseehäfen und den Kanalhäfen zusammengezogen. Nach der Aufgabe des Unternehmens Seelöwe wurde zusätzlich am 25. November 1940 ein Teil der Minenschiffe des Führers der Minenschiffe (Kapitän zur See Arnold Bentlage), darunter auch die Tannenberg, unter dem Kommando von Schönermark als Minenschiffgruppe Nord zusammengezogen. Unter seinem Kommando wurden mehrere Minenunternehmungen durchgeführt. Im Januar 1941 waren die Schiffe der Minenschiffgruppe Nord (die Tannenberg, die Hansestadt Danzig, die Brummer und die Königin Luise) am Legen der Minensperre „Pommern“ in der Nordsee und im Juni 1941, ohne die Königin Luise, an der Sperre „Apolda“ in der Ostsee beteiligt. Am 9. Juli 1941 ging die Tannenberg, welche als Führungsschiff der Minenschiffgruppe Nord eingesetzt war, in einer schwedischen Minensperre verloren. Ebenso verlor die von ihm kommandierte Minenschiffgruppe Nord in der gleichen Minensperre die Hansestadt Danzig. Von August 1941 bis zur Zusammenführung mit der Minenschiffgruppe West als neuer Führer der Minenschiffe im April 1942 war er Führer der Minenschiffgruppe Ost. Am 25. September 1941 lief die Königin Luise auf eine sowjetische Mine und sank.
Ab November 1941 war er zusätzlich bis März 1942 Kommandant der Ulm, welche ebenfalls zur Minenschiffgruppe Ost gehörte. Am 20. November 1941 erhielt er in der ersten Verleihungsrunde der Kriegsmarine das neu gestiftete Deutsche Kreuz in Gold verliehen. Am 1. Februar 1942 war er zum Kapitän zur See befördert worden.
Im April/Mai 1942 war noch Bentlage Führer der Minenschiffe gewesen und hatte anschließend das Kommando an von Schönermark übergeben, welches er bis Februar 1944 innehatte. Er gab das Kommando an Hugo Pahl ab. Von März 1944 bis Juli 1944 hatte er ein Sonderkommando in Frankreich und war dann bis Oktober 1944 Marineverbindungsoffizier zur Luftflotte 5. Bis Kriegsende war er in der gleichen Position beim Kommandierenden General der Deutschen Luftwaffe Norwegen.
Nach dem Krieg kam er in Kriegsgefangenschaft, aus welcher er im August 1947 entlassen wurde.